# Obrero y koljosiana
Obrero y koljosiana (ruso: Рабочий и колхозница, transliterado como Rabochi i koljóznitsa), también conocida como Obrero y campesina, es una estatua de 24,5 m hecha en acero inoxidable por la escultora soviética Vera Mújina en 1937. La escultura es un ejemplo del estilo realista socialista. El obrero sostiene en alto un martillo y la koljosiana sostiene una hoz, formando el símbolo comunista de la hoz y el martillo. Al igual que el obrero representa a los trabajadores industriales, la koljosiana representa al campesinado.

## Historia
La escultura fue creada originalmente para ser la pieza central del pabellón soviético (obra del arquitecto Borís Iofan) en la Exposición Internacional de París de 1937. Los organizadores habían situado los pabellones soviético y alemán uno en frente del otro atravesados por la principal avenida peatonal en el Palacio de Chaillot en el lado norte del Sena. Albert Speer, encargado del diseño del pabellón alemán, obtuvo un bosquejo confidencial del plan soviético durante una inspección del lugar de la feria. Se impresionó por «una pareja de figuras... marchando triunfantes hacia el pabellón alemán».
Mújina se inspiró en su estudio de los clásicos Tiranicidas, la Victoria de Samotracia, la Marsellesa, además del grupo escultórico de François Rude del Arco del Triunfo parisino, para dar una confiada composición de realismo socialista en la Exposición Internacional de París de 1937.
Después de la exposición la escultura pasó mucho tiempo expuesta a la entrada de lo que ahora es el Centro Panruso de Exposiciones de Moscú, lugar anteriormente llamado Exposición de los logros de la economía nacional de la URSS.
La escultura fue quitada de su lugar para ser restaurada en 2003, para ser preparada para la Expo 2010. Se planeó su retorno en 2005, pero debido a que la Exposición Universal finalmente no le fue concedida a Moscú sino a Shanghái, el proceso de restauración fue retrasado por razones de financiación. Se planeó restablecerla a su sitio original en 2008, pero no fue hasta noviembre de 2009 cuando fue reinaugurada. La estatua restaurada usa un nuevo pedestal, que incrementó su altura total de 34,5 m (el anterior pedestal tenía 10 m) a 60 m (el nuevo pedestal/pabellón tiene una altura de 34,5 m).

## En la cultura popular
En el cine, Obrero y Koljosiana fue escogida en 1947 para ser el logo de los estudios Mosfilm. Se puede ver en los créditos de apertura de Red Heat, además de muchos otros filmes soviéticos y postsoviéticos producidos por los estudios Mosfilm.

## Galería de imágenes

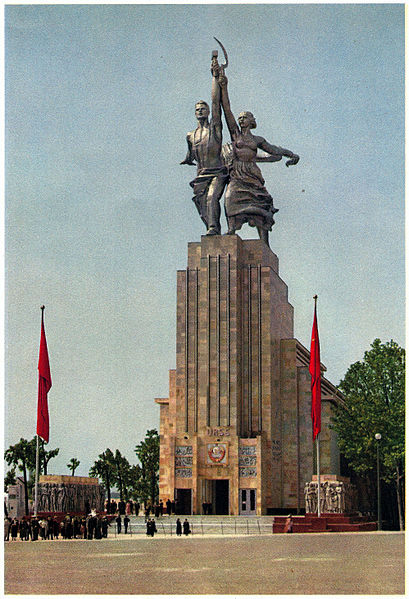
La escultura coronando el pabellón soviético en la Exposición Internacional de París de 1937.
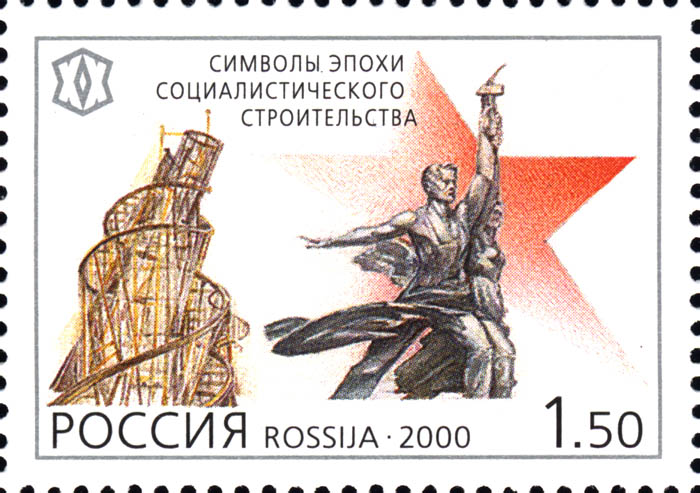
Sello de correos ruso (año 2000) que conmemora a Obrero y koljosiana como una de las obras de arte más destacadas del siglo XX.